# توماس هنري (سياسي)
توماس هنري (بالإنجليزية: Thomas Henry)‏ هو سياسي أمريكي، ولد في 1779 في مقاطعة داون في المملكة المتحدة، وتوفي في 20 يوليو 1849 في الولايات المتحدة. حزبياً، نشط في مناهضة الماسونية. وقد انتخب عضو مجلس نواب بنسيلفانيا وانتخب عضو مجلس النواب الأمريكي.